# Wang Hao (joueur d'échecs)
Pour les articles homonymes, voir Wang Hao et Wang (patronyme).
Dans ce nom, le nom de famille, Wang, précède le nom personnel.
Wang Hao (chinois simplifié : 王皓 pinyin : Wáng Hào), né le 4 août 1989, est un joueur d'échecs chinois. Grand maître international à seize ans  en 2005, il a remporté le Festival d'échecs de Bienne en août 2012 devant Magnus Carlsen, le championnat d'Asie en 2017 et l'Open de l'île de Man 2019 (« FIDE Chess.com Grand Swiss »).
Au 1er mars 2020, il est le deuxième joueur chinois et le douzième joueur mondial avec un classement Elo de 2 762 points.
Le 27 avril 2021, après avoir fini dernier du tournoi des candidats, il annonce mettre un terme à sa carrière de joueur professionnel.

## Biographie et carrière

### Grand maître international à seize ans (2005)
En 1999, Wang Hao remporta la médaille de bronze au championnat du monde des moins de dix ans.
Wang Hao remporte son premier tournoi majeur à Dubai en 2005 où, alors non-titré, il finit seul premier sur un score de 7 sur 9 points en devançant 53 GMI et 30 MI et réalisant une norme de grand maître international.
La même année, il remporte l'open de Kuala Lumpur avec 10 points sur 11 et deux points d'avance et une performance Elo de 2 843 (troisième norme de grand maître international). Il obtient ainsi le titre de grand maître international sans avoir eu auparavant celui de maître international. En octobre 2005, il finit premier ex æquo du tournoi zonal de Pékin (deuxième après un match de départage contre Yu Shaoteng), ce qui le qualifiait pour la coupe du monde d'échecs 2005.

### Tournois individuels (2007 à 2017)
En 2007, Wang Hao remporta le tournoi de l'université de Malaisie. En mars 2008, il gagna l'open de Reykjavik au départage avec sept points sur neuf. En mai, il marqua 8 points sur 11 (+5 =6) lors du championnat de Russie par équipes (performance Elo de 2 795 points).
En mai 2010, Wang Hao finit premier devant Viktor Bologan du tournoi d'échecs de Sarajevo. La même année, en juin 2010, il remporta le championnat de Chine au départage devant Bu Xiangzhi et Zhou Jianchao.
En 2012, après avoir remporté le festival d'échecs de Bienne devant Magnus Carlsen, Wang Hao participe au Grand Prix FIDE 2012-2013, composée de six tournois. Il  finit premier du tournoi de Tachkent (novembre-décembre 2012), ex æquo avec Aleksandr Morozevitch et Sergueï Kariakine et 11e-12e du classement général du Grand Prix FIDE.
En janvier 2013, après ses victoires à Bienne et à Tachkent, Wang Hao est le quatorzième joueur mondial avec un classement Elo de  2 752 points,
Lors du tournoi Norway Chess de 2013, il battit les deux finalistes du championnat du monde : Magnus Carlsen et Viswanathan Anand.
En décembre 2015, il gagna l'open d'Al Ain avec 8 points sur 9. En 2016, il remporta l'open HD Bank au Viêt Nam avec 8 points sur 9.
En 2017, il remporta l'open de Sharjah au départage avec 7 points sur 9.

### Champion d'Asie (2017)
En 2007, Wang Hao remporta la médaille d'argent au championnat d'Asie, à égalité de points avec le vainqueur Zhang Pengxiang.
Il remporte le championnat d'Asie d'échecs en 2017 au départage devant Bu Xiangzhi.

### Compétitions par équipes
Wang Hao a représenté la Chine lors de quatre olympiades de 2004 à 2012, remportant la médaille de bronze au deuxième échiquier lors de l'Olympiade d'échecs de 2010.
Lors du Championnat du monde d'échecs par équipes 2011, Wang Hao remporta la médaille d'or individuelle au premier échiquier et la médaille d'argent par équipes.
En 2014, il remporta la coupe d'Europe des clubs d'échecs avec l'équipe du SOCAR Bakou.

### Coupes du monde
| Année | Lieu            | Résultat                            | Ultime adversaire     | Adversaires battus                              |
| ----- | --------------- | ----------------------------------- | --------------------- | ----------------------------------------------- |
| 2005  | Khanty-Mansiïsk | premier tour                        | Vladimir Malakhov     |                                                 |
| 2007  | Khanty-Mansiïsk | deuxième tour                       | Ruslan Ponomariov     | Robert Markuš                                   |
| 2009  | Khanty-Mansiïsk | troisième tour                      | Shakhriyar Mamedyarov | Joshua Friedel, Surya Ganguly                   |
| 2013  | Tromsø          | deuxième tour                       | Alekseï Dreïev        | Liu Qingnan                                     |
| 2015  | Bakou           | deuxième tour                       | Lu Shanglei           | Miloš Perunović                                 |
| 2017  | Tbilissi        | quatrième tour (huitième de finale) | Ding Liren            | Deep Sengupta, Boris Guelfand, Youriï Kouzoubov |
| 2019  | Khanty-Mansiïsk | troisième tour                      | Leinier Domínguez     | Alekseï Pridorojny, Maxim Rodshtein             |
| 2023  | Bakou           | huitième de finale                  | Dommaraju Gukesh      | Rinat Jumabaev, David Howell, Rasmus Svane      |

### Vainqueur de l'open de l'île de Man 2019
En 2019, Wang Hao remporte l'open de l'île de Man (tournoi Grand Suisse FIDE Chess.com) avec 8 points sur 11 devant les deux premiers joueurs mondiaux Fabiano Caruana et Magnus Carlsen.

### Candidat au championnat du monde (2020-2021)
Sa victoire à l'open FIDE de l'Île de Man en 2019, qualifie Wang Hao pour le tournoi des candidats du championnat du monde d'échecs 2021.
Il finit dernier du tournoi des candidats 2020-2021 et annonce alors la fin de sa carrière, en partie pour des raisons de santé. Il envisage de commencer une carrière d'entraîneur ou de coach.